# 西博福特

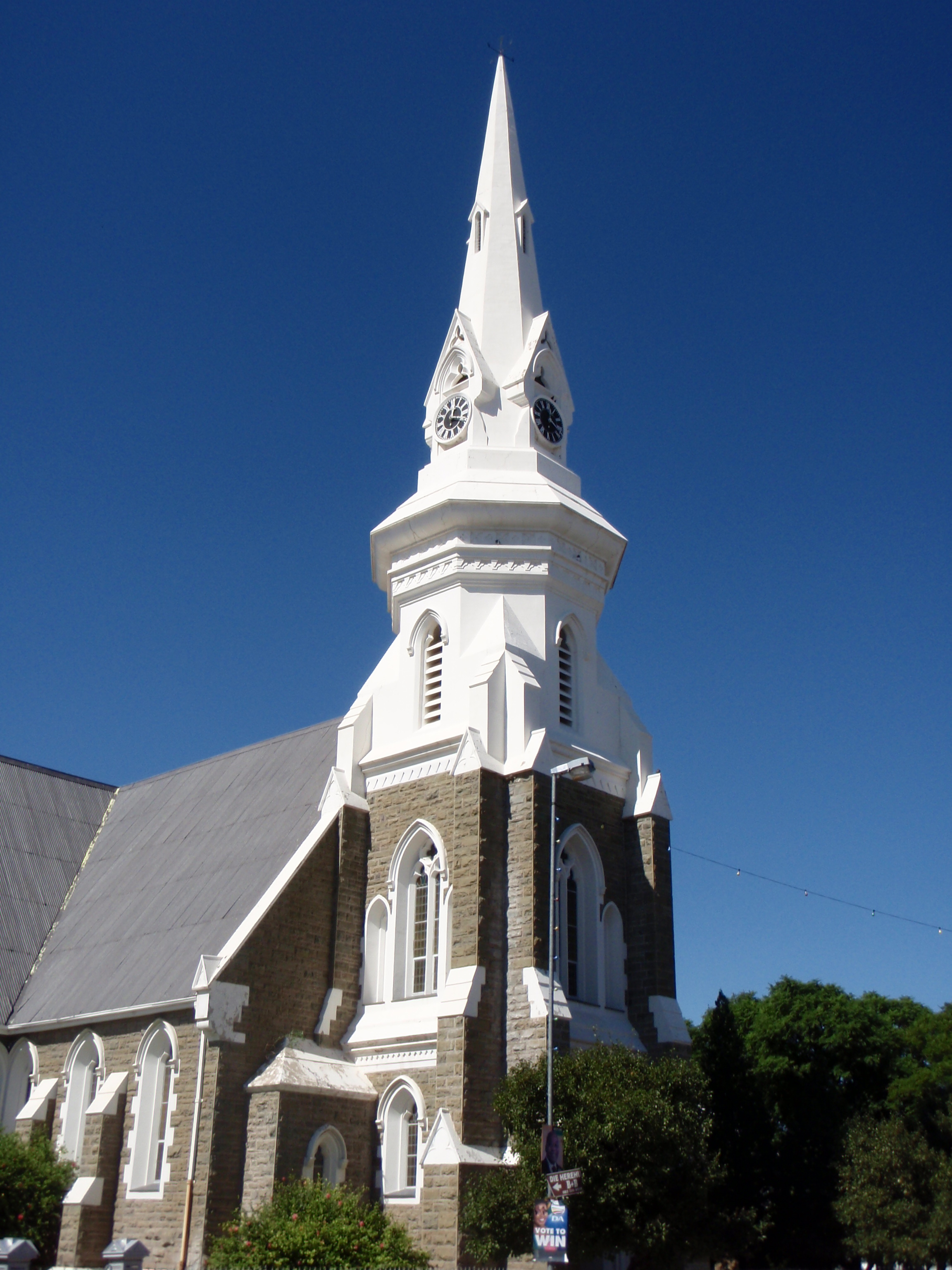

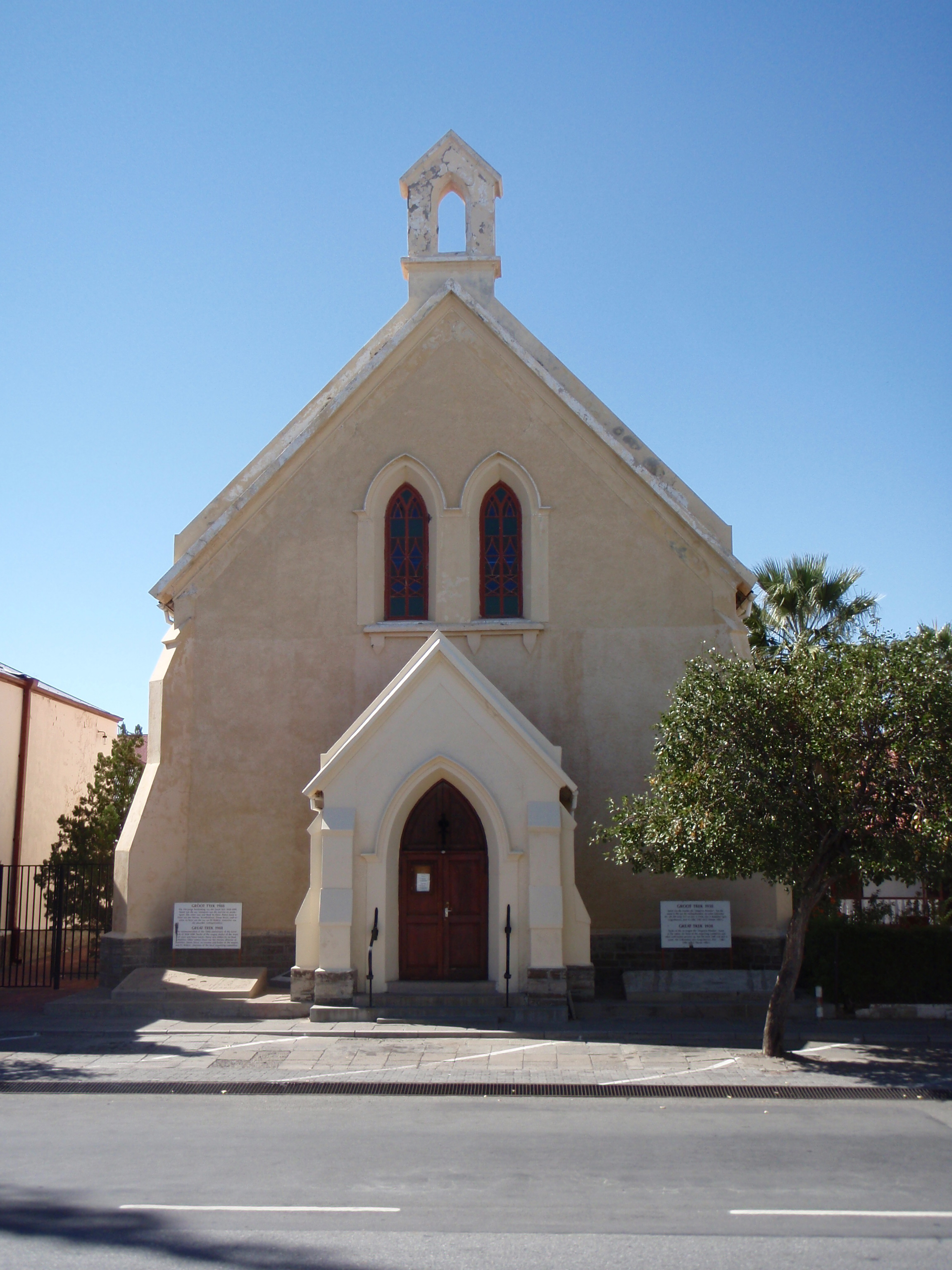

西博福特是南非的城鎮，位於該國南部，由西開普省負責管轄，始建於1818年，面積34.6平方公里，海拔高度650米，2001年人口24,728，人口密度每平方公里710人。

## 外部連結
- Beaufort West website （页面存档备份，存于）